# Napij się ze mną
Napij się ze mną (oryg. tytuł Da zui xia) – hongkoński film akcji z elementami sztuk walki z 1966 roku w reżyserii King Hu.
Film był nominowany podczas 39. ceremonii wręczenia Oscarów do nagrody Oscar dla najlepszego filmu nieanglojęzycznego, ale nie został dopuszczony do głównej nominacji.

## Fabuła
Gang chce odbić swojego przywódcę z rąk policji dlatego porywa syna generała. Generał nie zgadza się na wymianę dlatego wysyła swoją córkę Złotą Jaskółkę (Cheng Pei-pei) by go uwolniła. Pomaga jej w tym żebrak – Pijany Kot (Elliot Ngok), Złota Jaskółka odnajduje kryjówkę gangu.

## Obsada
Źródło: Filmweb

- Cheng Pei-pei – Złota Jaskółka
- Yuen Biao
- Elliot Ngok – "Pijany Kot" Fan Tai-pei
- Hung Lieh Chen – "Jadeitowy Tygrys" Yin Chung-yu
- Ku Feng – bandyta z odciętą ręką
- Ying-Chieh Han – bandyta
- Hsi Chang – oberżysta
- Hsin Yen Chao
- Yang Chiang
- Ching Siu-tung – chłopak zabity w klasztorze
- Alan Chui Chung San
- Yi Feng
- Li Jen Ho – mnich
- Hsia Hsu
- Chien Chuan Lin
- Yunzhong Li – "Uśmiechnięty Tygrys" Tsu Kan
- Mars
- Yin Tze Pan
- Lao Shen
- Tsai Pao Tung
- Jo-Ping Wang
- Ho Yam – kelner w gospodzie
- Chih-Ching Yang – Opat Diao Ching-tang
- Siu Tien Yuen – bandyta
- Jackie Chan – dziecko